# Споменик и спомен костурница у Ритопеку
Споменик и спомен костурница у Ритопеку, насељеном месту на територији градске општине Гроцка, подигнута је 1946. године, палим црвеноармејцима и борцима НОВ у биткама за Београд. Представљају непокретно културно добро као споменик културе.
Пројекат споменика израдио је архитекта Момчило Белобрк, а рељефе архитекта Бранко Крстић. Замишљен је као доминирајућа вертикала, висине 12 m која симболизује 12 дана борби за ослобађање Београда, на узвишењу поред Дунава, да би могао да се сагледава и са веће удаљености.